# Joachim Standfest
Joachim Standfest (Leoben, Austria, 30 de mayo de 1980) es un exfutbolista austriaco. Jugaba de centrocampista y fue profesional entre 1997 y 2017.

## Biografía
Standfest empezó su carrera en 1997 con el SV Rottenmann.
En 1998 fichó por el Grazer AK, equipo en el que permaneció 8 temporadas en las que ganó una Liga, la primera en la historia del Grazer AK. También consiguió tres Copas y dos Supercopas de Austria. Con este club participó en la Copa de la UEFA durante siete temporadas consecutivas. Su debut en esta competición no pudo ser mejor, ya que consiguió una tripleta en el partido Grazer AK 5 - 0 KÍ Klaksvík.
A principios de 2007 se marchó a jugar al FK Austria Viena. Debutó en competición oficial con su nuevo club el 25 de febrero de 2007. Se proclamó campeón de la Copa de Austria en su primera temporada.

### Selección nacional
Ha sido internacional con la selección de fútbol de Austria en 34 ocasiones y llegando a anotar en dos ocasiones.
Fue convocado por su selección para disputar la Eurocopa de Austria y Suiza de 2008. En este torneo jugó un partido contra Croacia.

## Clubes
| Club             | País    | Año       |
| ---------------- | ------- | --------- |
| SV Rottenmann    | Austria | 1997-1998 |
| Grazer AK        | Austria | 1998-2006 |
| FK Austria Viena | Austria | 2007-2010 |
| Sturm Graz       | Austria | 2010-2012 |
| Kapfenberger SV  | Austria | 2012-2013 |
| Wolfsberger AC   | Austria | 2013-2017 |

## Títulos
- 1 Bundesliga de Austria (Grazer AK, 2003)
- 5 Copas de Austria (Grazer AK, 1999, 2001, 2003; Austria de Viena, 2006, 2008)
- 2 Supercopas de Austria (Grazer AK, 2000 y 2002)